# Gradowice
Gradowice – wieś w Polsce położona w województwie wielkopolskim, w powiecie grodziskim, w gminie Wielichowo.

## Historia
Wieś była pierwotnie związana z Wielkopolską. Ma metrykę średniowieczną i istnieje co najmniej od początku XIV wieku. Wymieniona została w łacińskim dokumencie datowanym na 1308 pod nazwą Gradovicze, 1433 Gradowycze, 1510 Gradouicze, 1563 Gradowice.
Miejscowość była początkowo wsią książęcą, później rycerską, a od 1308 należała do biskupstwa poznańskiego w kluczu dóbr Wielichowo. W 1446 wieś leżała w powiecie kościańskim Korony Królestwa Polskiego. W 1510 należała do parafii Wielichowo.
Pierwsza wzmianka pochodzi z dokumentu datowanego na 1308, w którym książę głogowski i wielkopolski Henryk III oznajmił, że na drodze zamiany biskup poznański Andrzej Zaremba oddał wieś Popowo Dobrogostowi synowi dziedzica Szamotuł Tomisława, a w zamian otrzymał od niego wieś Gradowice, którą wcześniej sam otrzymał od księcia Henryka. Wieś sąsiadowała z wsiami należącymi do biskupstwa poznańskiego Wielichowem i Łubnicą. Książę udzielił Gradowicom takiego samego immunitetu jaki posiadały wsie należące do katedry poznańskiej. W przypadku gdyby ktoś zabrał biskupstwu poznańskiemu wieś Gradowice własnością biskupa miało się stać ponownie Popowo.
W 1433 biskup Jan sufragan poznański na prośbę braci Mikołaja oraz Jana sołtysów gradowickich wystawił w miejsce utraconego przez nich przywileju nowy przywilej sołecki. Według niego sołtysi mieli posiadać 6,5 małych łanów wolnych oraz wolne: ogród, kowalstwo, karczmę, jatkę rzeźniczą, piekarnię, szewstwo oraz barcie, lecz tylko na należących do nich łanach. W przypadku kiedy, któremuś z sołtysów wypadnie udać się konno do biskupa w sprawach kmieci, wówczas ci winni go zaopatrzyć. Sołtysi otrzymali także co trzeci denar z sądów. Kmiecie mieli płacić z każdego łanu czynsz po 4 ćwiertnie żyta, owsa oraz 2 pszenicy oraz dodatkowo 6 skudów, a także zobowiązani byli zawozić ten czynsz do siedziby klucza wielichowskiego, czyli Wielichowa. W 1446 biskup poznański Andrzej Bniński odnowił i zatwierdził przywilej biskupa Jana z 1433 na sołectwo w Gradowicach wymieniając imiennie sołtysów: Marcina Trutkę, Marcina Karcha oraz Mikołaja Trutkę.
W 1510 wieś została opisana w rejestrze podatkowym. Gradowice należały wtedy do biskupstwa poznańskiego i leżały w kluczu dóbr Wielichowo. Miejscowość liczyła 18 łanów osiadłych i 6 łanów opuszczonych uprawianych przez kmieci gradowickich na wezwanie zarządcy dworu. We wsi było 5 sołtysów, którzy uprawiali ziemię. Pierwszy miał 1 i 1/4 łana, drugi 2 łany, trzeci 2 łany, czwarty 1/4 łana, a piąty 3/4 łana. Koło wsi stał młyn zwany Mokrzki. W 1564 w Gradowicach było 23,5 łana z czego 6 sołeckich, 11 osiadłych, 6,5 opuszczonych, które były uprawiane w zamian za czynsz. Z każdego łanu chłopi płacili co roku 1 grzywnę, 3 grosze i 6 denarów, a także w naturze dwie ćwiertnie owsa, dwa koguty i 12 jaj. Sześciu sołtysów płaciło razem dwa floreny oraz pełnili służbę, a także dawali 8 ćwiertni owsa w ramach opłaty zwanej wiecne. Trzech zagrodników płaciło po 6 groszy oraz dwa koguty. Z dwóch ogrodów opuszczonych płacono 4,5 grosza oraz 3 koguty. Z kolejnego ogrodu położonego przed wsią płacono 3 grosze. Odnotowano także jednego kmiecia, który szynkował piwo i płacił co roku opłatę zwaną stawne oraz jedną beczkę piwa. Za łąką leżącą za strumieniem Mokrzc płacono czynsz w wysokości 12 groszy. Folwark miał jeden łan. W granicach wsi stał młyn wodny o jednym kole zwany od strumienia Mokrzec Mokrzskim Młynem. Wokół tego młyna powstała później osobna wieś zwana Mokrzec. Właściciel młyna płacił w ramach podatku co roku ćwiertnie żyta i pszenicy oraz dawał jednego wieprza.
W 1530 we wsi odnotowano 9 łanów oraz 5 łanów sołeckich. W 1563 pobrano podatki we wsi z 10 i 3/4 łana, jednego łana sołeckiego, karczmy, dzierżawionego młyna korzecznego stojącego na strumieniu o jednym kole oraz od jednego komornika. W 1571 podatki ze wsi zapłacił biskup poznański z 9 łanów kmiecych, 6 łanów sołeckich, z młyna korzecznika o jednym kole wodnym. W 1581 zapłacono z 8,5 łana, 6 łanów sołeckich, 5 łanów opuszczonych oraz korzecznika w dzierżawie dorocznej.
Pod koniec XVI wieku wieś duchowna, własność biskupstwa poznańskiego leżała w powiecie kościańskim województwa poznańskiego w Rzeczypospolitej Obojga Narodów.
Wskutek II rozbioru Polski w 1793 wieś wraz z okolicą przeszła pod władanie Prus i jak cała Wielkopolska znalazła się w zaborze pruskim. W okresie Wielkiego Księstwa Poznańskiego (1815-1848) miejscowość wzmiankowana jako Gradowiec należała do wsi większych w ówczesnym powiecie Kosten rejencji poznańskiej. Gradowiec należał do okręgu wielichowskiego tego powiatu i stanowił część majątku Wielichow (Wielichowo), który należał wówczas do Mikołaja Mielżyńskiego. Według spisu urzędowego z 1837 roku Gradowiec liczył 314 mieszkańców, którzy zamieszkiwali 36 dymów (domostw).
W latach 1975–1998 miejscowość administracyjnie należała do województwa poznańskiego.
We wsi znajduje się kaplica, która przynależy do parafii w Wielichowie. Wokół wsi pola, łąki i pastwiska.